# Kasper Høgh
Kasper Waarts Thenza Høgh (født 6. december 2000) er en dansk professionel fodboldspiller, der spiller som angriber for den norske Eliteserien Bodø/Glimt.

## Klubkarriere

### Randers FC
I december 2017 underskrev Høgh en ny kontrakt med Randers FC, der forlængede hans kontrakt til 2020. Høgh fik sin debut for Randers FC den 15. april 2018. Han fortsatte i sæsonen 2018-19 med at imponere og scorede 14 mål i 9 kampe for U19-truppen i det første halve år.
Den 19. marts 2019 underskrev Høgh en langtidskontrakt med Randers. Han var indstillet til at blive permanent forfremmet til førsteholdet fra sæsonen 2019-20. Efter en skade besluttede Randers den 29. juli 2020 at leje Høgh ud til den islandske klub Valur for resten af 2020.

### Hobro IK
Den 18. juni 2021 underskrev Høgh en tre-årig aftale med den danske 1. divisionsklub Hobro IK. Høgh spillede i alt 12 kampe for klubben og scorede fire mål.

### AaB
Den 14. januar 2022 blev det oplyst, at Høgh var taget til Malta på træningslejr med AaB. Senere i samme måned, den 21. januar, blev Høghs skifte til den danske Superliga- klub AaB bekræftet, og der blev underskrevet en aftale indtil juni 2026.

### Stabæk
Den 18. januar 2023 sluttede Høgh sig til nyoprykkede norske Eliteserie-hold Stabæk. Den 2. juli 2023, efter at have scoret 8 mål i 14 kampe, bekræftede Stabæk, at klubben havde udnyttet købsoptionen på Høgh med øjeblikkelig virkning, hvor Høgh underskrev en aftale indtil udgangen af 2025.

### Bodø/Glimt
Den 2. oktober 2023 blev det bekræftet, at Høgh havde underskrevet en forhåndskontrakt med Bodø/Glimt, som trådte i kraft fra januar 2024.